# فاندس
فاندس (بالإنجليزية: Vandse)‏ هي منطقة سكنية تقع في الهند في منطقة اودوبي.